# Lưu Mẫn (nhà Nguyên)
Lưu Mẫn (chữ Hán: 刘敏, 1201 – 1259), tên tự là Đức Nhu, tiểu tự là Hữu Công, người làng Thanh Lỗ, huyện Tuyên Đức , quan viên Đế quốc Mông Cổ. Ông xuất thân là thị đồng của Thành Cát Tư Hãn, về sau trở thành quan chức cai trị khu vực miền Bắc Trung Quốc mà Đế quốc Mông Cổ chiếm được sau khi tiêu diệt nhà Kim, trong khoảng 14 năm (1241 – 1254).

## Thiếu thời
Năm 1212, quân Mông Cổ đến Sơn Tây, Mẫn khi ấy được 12 tuổi, theo cha mẹ tránh vào núi Thiện Phòng, huyện Đức Hưng. Nhưng cả nhà vẫn bị bắt, Mẫn bị tách khỏi cha mẹ, giao cho một viên đại tướng. Ngày nọ, Thành Cát Tư Hãn đãi tiệc ở hành doanh, Mẫn theo chư tướng đi vào cùng ngồi ăn uống; Thành Cát Tư Hãn thấy dung mạo khôi ngô, lấy làm lạ, hỏi ông từ đâu đến, rồi giữ lại làm túc vệ. Trải qua 2 năm, Mẫn thông thạo tiếng nói của các bộ lạc Mông Cổ, được Thành Cát Tư Hãn khen ngợi, ban tên Ngọc Xuất Kiền, được phép ra vào lều trại của Đại Hãn, bắt đầu làm Phụng ngự. Sau đó, quân Mông Cổ diệt Tây Liêu, đánh Hoa Lạt Tử Mô, Mẫn đều tham gia.

## An phủ đất Yến
Năm 1223, Mẫn được thụ chức An phủ sứ, tùy nghi làm việc, kiêm các việc trưng thu thuế khóa, vận tải đường thủy, ngành muối, tông giáo, thiên văn của Yến Kinh lộ; được cấp hơn ngàn hộ thợ khéo Tây vực. Cùng binh sĩ Sơn Đông, Sơn Tây, thành lập 2 đạo quân đồn thú đất Yến. Triều đình Mông Cổ đặt 2 phủ tổng quản, lấy 2 cháu trai của Mẫn đeo kim phù, làm 2 phủ trưởng; mệnh cho ông tổng lãnh việc quân, được ban Ngọc ấn, đeo Kim hổ phù. Mẫn tâu xin lấy Tá lại Tống Nguyên làm An phủ phó sứ, Cao Phùng Thần làm An phủ thiêm sự, đều được ban Ngân chương, đeo kim phù, ngoài ra còn lấy Lý Trăn làm tham mưu.
Ban đầu Da Luật Sở Tài làm Tổng tài Yến kinh, nên có nhiều người Khiết Đan cư trú ở đây; bọn họ đi lại trong đêm, đem theo cung tên để cướp bóc dân chúng, quan lại không thể cấm đoán nổi. Mẫn bèn phanh thây tên đầu sỏ, bêu ở các chợ. Lại có dân lành bị nhà giàu cưỡng ép làm bô bộc, Mẫn đều tha về. Mẫn chọn trong dân những người quen thạo tinh lịch, cho làm Tư thiên Thái sử thị; xây dựng trường học, mời danh sĩ làm thầy.
Năm 1229, Oa Khoát Đài Hãn nối ngôi, cải tạo ác điện của hành cung ; năm 1235, Hãn xây thành Hòa Lâm, dựng cung Vạn An, đặt cung làm Tư cục, tổ chức trạm dịch, để tiện cho chư hầu cống nạp. Những công trình này đều lấy Mẫn đốc trách, đến khi hoàn thành, ban thưởng cho ông rất nhiều. Mùa xuân năm 1241, Mẫn được thụ chức Hành Thượng thư tỉnh, còn có chiếu rằng: "Việc làm của khánh, hữu tư không được can dự." Ít lâu sau Nha Lạt Ngõa Xích  từ Tây Vực chuyển đến, xin được cùng Mẫn cai trị dân Hán, Oa Khoát Đài Hãn chấp thuận. Nha Lạt Ngõa Xích vốn hiếu thắng, nên xấu hổ vì không được nắm quyền, bèn sai thuộc hạ Mang Ca Nhi đến gặp Mẫn đặt điều, nhưng ông đem chiếu viết tay ra cho hắn xem, đành thôi. Hãn nghe được, sai Hán sát Hỏa Nhi Xích, Trung thư tả thừa tướng Niêm Hợp Trọng Sơn, Phụng ngự Lý Giản tra xét, biết được sự thật, nên bãi chức của Nha Lạt Ngõa Xích, còn lệnh cho Mẫn một mình nắm quyền. Mẫn lại vời Lý Trăn làm Tả hữu tư lang trung, Trăn ở mạc phủ hơn 20 năm, giúp việc cho ông rất đắc lực.

## Hậu sự
Nãi Mã Chân hoàng hậu xưng chế, lấy Áo Đô Lạt Hợp Man cùng Mẫn làm Hành tỉnh sự. Năm 1251, Mông Ca Hãn lên ngôi, triệu Mẫn đến hành tại, mệnh cho ông tiếp tục cùng nắm quyền với Nha Lạt Ngõa Xích. Năm 1254, Mẫn xin lấy con trai Lưu Thế Hanh thay thế mình, Mông Ca Hãn đồng ý, ban cho Thế Hanh ngân chương, đeo kim hổ phù, ban tên Tháp Tháp Nhi Đài. Mông Ca Hãn truyền dụ cho Thế Hanh đối với kẻ nào không nghe lệnh thì truất đi; còn ban con trai thứ của Mẫn là Lưu Thế Tế tên Tán Chúc Đài, làm Tất Đồ Xích , gia nhập Túc vệ.
Mông Ca Hãn đánh Nam Tống, ghé Thiểm Hữu, Mẫn ôm bệnh xin gặp, can rằng: "Trung Nguyên đất rộng dân nghèo, vất vả viễn chinh, sợ không phải kế hay!" Hãn không nghe, Mẫn lui về, ẩn cư ở Niên Phong. Tông vương Hốt Tất Liệt nam chinh, ghé Niên Phong, Mẫn được vào gặp, Hốt Tất Liệt dụ rằng: "Thành Cát Tư Hãn của chúng ta vất vả làm việc, người trông thấy chỉ còn khanh vậy. Mày tuổi đã cao, hãy ghi chép lại việc làm của Thành Cát Tư Hãn để đời sau noi theo." Ít lâu sau, Mẫn mang bệnh quay về đất Yến; đến tháng 4 ÂL, mùa hạ năm 1259 thì mất, hưởng thọ 59 tuổi.